# Chłopi (film 1973)
Chłopi – film z 1973 roku w reżyserii Jana Rybkowskiego, powstały na podstawie powieści Chłopi Władysława Reymonta. Jest to kinowa wersja serialu telewizyjnego z 1972 roku. Film składa się z dwóch części zatytułowanych: „Boryna” i „Jagna”.
Plenery: Lipce Reymontowskie, Pszczonów.

## Obsada
- Władysław Hańcza – Maciej Boryna
- Emilia Krakowska – Jagna Pacześ (Borynowa)
- Krystyna Królówna – Hanka Borynowa, żona Antka
- Ignacy Gogolewski – Antek Boryna, syn Macieja
- Bronisław Pawlik – kowal Michał, zięć Boryny
- Jadwiga Chojnacka – Dominikowa, matka Jagny
- August Kowalczyk – wójt Piotr
- Franciszek Pieczka – proboszcz
- Magdalena Wołłejko – Józka Borynianka, córka Macieja
- Wirgiliusz Gryń – mieszkaniec Lipiec
- Tadeusz Janczar – Mateusz
- Barbara Ludwiżanka – Jagustynka
- Zofia Merle – Magda Kozłowa
- Lech Ordon – organista
- Bolesław Płotnicki – Jambroży
- Kazimierz Wichniarz – młynarz
- Janusz Paluszkiewicz – Kłąb
- Stanisław Niwiński – Pietrek, parobek Boryny
- Barbara Rachwalska – Płoszkowa
- Tadeusz Fijewski – Kuba

## Nagrody
- 1974 – Łagów (Lubuskie Lato Filmowe) „Gwiazda Filmowego Sezonu” Emilia Krakowska